# Željko Jerkov
Željko Jerkov (Pola, 6 novembre 1953) è un ex cestista jugoslavo.
Fu presidente dell'Hajduk Spalato dal 26 gennaio 2008 al 10 marzo dello stesso anno.

## Carriera
In attività tra gli anni settanta e ottanta Jerkov, oltre alla pioggia di medaglie con la nazionale jugoslava di pallacanestro, nelle file della Jugoplastika Spalato ha vinto un titolo nazionale, due Yugo Kup e due Coppe Korac.
Sua figlia Mia è una pallavolista professionista.

## Palmarès

### Club

#### Competizioni nazionali
- YUBA liga: 1

Spalato: 1976-77
- Coppa di Jugoslavia: 2

Spalato: 1974, 1977

#### Competizioni internazionali
- Coppa Korać: 2

Spalato: 1975-76, 1976-77
- Coppa delle Coppe: 1

V.L. Pesaro: 1982-83